# 1302
1302 (MCCCII) je bilo navadno leto, ki se je po julijanskem koledarju začelo na ponedeljek.

## Dogodki

### Vrhunec francosko-flamske vojne
- 18. maj - Masaker v Brugesu, Flandrija: Flamci se ponovno upro Francozom. Po poprejšnjem umiku tega dne presenetijo Francoze, ki so se izživljali v mestu Bruges, in jih pokoljejo vse do zadnjega, kar je več kot 2.000 Francozov. Tiste, ki so se skrivali, razkrinkajo preko naglasa. Francoski kralj Filip IV. Lepi tega dejanja ne more pustiti nekaznovanega, zato napoti v Flandrijo invazijsko armado pod vodstvom grofa Artoisa Roberta II.. Odpor meščanov Brugesa organizira grof Jülicha  Vilijem, iz okolice mesta pa grofič Gvido Namurski, sin ujetega flandrijskega grofa Gvida st.. Dva bataljona mestnih milic prispevata še sosednji mesti Gent in Ypres.
- 9. julij - Združene flamske milice poskušajo neuspešno zavzeti francoski tabor pred mestom Courtrai. ↓

- 11. julij → Bitka zlatih ostrog: flamska milica z okoli 9.000 meščani, ki so prijeli za orožje, v srditem boju na neravnem terenu premaga približno enako številčno francosko armado, od tega 3.000 težko oboroženih vitezov na konjih. Flamska zmaga sicer dobro oborožene in disciplinirane pehote v frontalnem napadu na težko konjenico velja za precendens brez primere, saj je takrat veljalo, da na enega viteza na konju pride po deset (premagljivih) pešakov. 1303 ↔
  - Generala francoske invazijske armade artoiškega grofa Roberta II. obkolijo in ubijejo. Prav tako flamska milica pobije vse zaostale Francoze, ne glede na stan, saj niso bili navajeni, da bi od ujetnikov zahtevali odkupnine. V grofiji Artois padlega v boju nasledi hči Matilda. Preko svoje družinske veje zahteva svoj delež še njen nečak, vnuk umrlega Robert III. Artoiški, kasnejši odločujoči dejavnik za povod v stoletno vojno. 1334 ↔

### Vzpon Osmanov in težave Bizantincev
- začetek leta - S sesutjem maloazijske meje postanejo osmanski Turki pod vodstvom Osmana I. in ostala turška plemena vedno bolj drzni.
- pomlad - Bizantinski (so)cesar Mihael IX. Paleolog začne z ofenzivo na južni meji pri Magnesiji. Turki, ki taktično uporabljajo predvsem lahko konjenico (turkopoli), se izogibajo frontalnemu spopadu. Bizantinska ofenziva je popoln fiasko, saj Turki odrežejo Bizantince v Magneziji od obale. Umikajoči bizantinski vojski se pridružijo valovi krščanskih beguncev.
- julij - Cesar Andronik II. Paleolog poskuša medtem odvrniti Osmane od strateške Nikomedije. V mestu zaradi blokade razsaja lakota. ↓
- 27. julij → Bitka pri Bafeonu, bizantinsko-otomanske vojne: Osman I. porazi Bizantince, ki se umaknejo v Nikomedijo. Osmani s to zmago dobijo dostop do Marmarskega morja. Osvojitev ostale bizantinske Male Azije je postopna in traja skoraj štiri desetletja.
- julij - Bizantinsko-beneška vojna 1296–1302: Benečani demonstrativno priplujejo pred Konstantinopel in na očem vsega mesta mučijo bizantinske vojne ujetnike z bližnjih otokov, ki so pribežali pred turškim nasiljem. Benečani s tem prisilijo cesarja Andronika II. v pogajanja.
- 4. oktober - Mirovni sporazum skleneta Bizantinsko cesarstvo in Benečani, ki vrnejo cesarstvu vse osvojene otoke, razen nekaj otokov v južnem Egejskem morju, ki si jih nazaj priključi vojvoda Naxosa Marko II. Sanudo.
- konec leta - V službo k bizantinskemu cesarju preide aragonski bataljon almogavarjev, ki so bili prej v službi pri sicilskemu kralju Frideriku III., a jih je ta zaradi sklenjenega miru z neapeljskimi Anžujci odpustil. Almogavarji so paravojaška visoko izurjena pehota, ki se je na Iberskem polotoku borila proti Mavrom, zato so proti plačilu vajeni izjemnih naporov. V Konstantinoplu se organizirajo kot ti. Katalonska združba pod vodstvom piratskega kapitana Rogerija de Flora. 1303 ↔

### Ostalo
- 2. januar - Umre baron Mecklenburga Henrik I.. Z vladanjem nadaljuje njegov sin Henrik II., ki je vodil regentstvo zadnjih 30 let, ko je bil njegov oče v egiptovskem ujetništvu.
- 19. januar - Umrlega prvega kalifa kairske veje Abasidov Al-Hakima I. nasledi Al-Mustakfi I.
- januar-februar - Zadnji izbruh ognjenika Epomeo na otoku Ischia blizu Neaplja.
- 3. marec - Umrlega grofa Foixa in sovladarja Andore Rogerja-Bernarda III. nasledi sin Gaston I.
- 12. junij - Pribaltsko mesto Rakverel v današnji Estoniji prevzame zakone[1] mesta Lübeck, korak v postopnem oblikovanju trgovsko-politične zveze Hansa.
- 24. september - S sklenjenim sporazumom v Caltabellotti se konča vojna siciljanskih večernic med neapljsko-anžujsko in siciljansko-aragonsko hišo. Sporazum na podlagi statusa quo določi delitev pretekle Kraljevine Sicilije na novo Kraljevino Sicilijo[2], ki ji vlada Friderik III. iz aragonske hiše, in celinsko Kraljevino Neapelj[3], ki ji vlada Karel II.. Friderik III. se nemudoma odpove vsem osvojitvam v Kalabriji in izpusti iz zapora neapeljskega kronskega princa Filipa Tarantskega. Prav tako odpusti iz vojaške službe vse aragonske najemnike, ki odidejo v službo k bizantinskemu cesarju.

- 26. september - Konec križarstva v Zamorju: egiptovski mameluški sultan Al-Nasir Muhamad uniči zadnjo križarsko izpostavo v Zamorju, utrjeni otok Ruad ob obali današnje Sirije. Otok brani postojanka templarjev, ki jih je okoli 150, okoli devetsto pa je še lokostrelcev in lahko oboroženih pešakov. Egiptovska flota oblegance na otoku, ki nima lastnega vodnega vira, preprosto izstrada, pomoč križarske flote s Cipra pa ne pride pravočasno. 1303 ↔
- oktober - Francija, Rim: približno 50 propapeških francoskih prelatov ignorira prepoved kralja in se podan na pot Rim, da bi se posvetovala s papežem. Filip IV. zapleni njihovo imetje. ↓
- 18. november → Papež papež Bonifacij VIII. izda bulo Unam Sanctam, v kateri se (po božji milosti) razglasi za nespornega vrhovnega vladarja nad posvetnimi vladarji. Bula je reakcija na investiturni boj s francoskim kraljem Filipom Lepem. okoli obdavčevanja Cerkve in nameščanja škofov, ki ne pristaja na to, da bi se Cerkev vmešavala v njegovo oblast. Objavljena bula naleti na odpor med vladarji, pa tudi znotraj klera. Kralj Filip IV. obljubi, da bo papeža aretiral in mu sodil kot heretiku. 1303 ↔
  - Filip IV. skliče prvi Zbor stanov, na katerem si utrdi oblast pred svojim skorajšnjim izobčenjem s strani papeža. Vsi trije stanovi sprejmejo vsak svojo izjavo v bran kralja in pisma pošljejo v Rim papežu.
- 31. december - Umrlega vojvodo Zgornje Lorene Friderika III. nasledi sin Teobald II.
- Umrlega burgundskega deželnega grofa Otona IV. nasledi mladoletni sin Robert.
- Umrlega kneza Rügena Vislava II. nasledi sin, sovladar Vislav III.
- Prva vojna za škotsko neodvisnost: Škoti se v boju za neodvisnost izpod Angležev poskušajo poslužiti še političnih trikov. Mdr. ponovno zaženejo diplomacijo s Francozi, pišejo pa še papežu Bonifaciju VIII., da bi po pravici vladarja nad posvetnimi vladarji odvzel Angležem Škotsko. Angleški kroni se (vsaj na zunaj) podredi en od voditeljev upora Robert Bruce, ki potegne s sabo velik del vojne naveličanega (in bankrotiranega) plemstva.
- Milano: po 25-ih letih izgnanstva mestni gvelfi pod vodstvom Gvida della Torreja premagajo gibelinsko družino Visconti, ki je vladala Milanu.
- Firence: Črni Gvelfi (papisti) premagajo Bele (avtonomiste) in jih preženejo iz mesta. Firence sta prisiljena zapustiti tudi Dante Alighieri in Petrarkov oče Ser Petracco.
- Umrlega granadskega emirja Muhamada II. al-Fakiha nasledi sin Muhamad III.. V prvih tednih vladanja obnovi mir s sosednjima kraljevinama Kastilija in Aragon.
- Magreb: Aragonci (ali Kastiljci) okupirajo manjši otok v neposredni bližini mesta Algiers, ki je avtonomen del kraljevine Tlemcen. Namen okupacije je trgovski in nepolitičen, saj ni poročil o represalijah muslimanov s celine zoper prišleke.
- Umorjen je seldžuški sultan Kejkubad III.. Nasledi ga predhodnik Mesud II.. Nekoč mogočni Seldžuški sultanat, zdaj mestna država Konye, razpada na vseh koncih.

## Rojstva
- 7. december - Azzone Visconti, vladar Milana († 1339)

Neznan datum
- Ahmad ibn Nakib al-Misri, islamski učenjak, šafijska šola († 1367)
- Domhnall II., škotski regent, grof Mar († 1332)
- Tai Situ Changchub Gyaltsen, tibetanski vladar († 1364)
- Valter VI., grof Brienneja († 1356)

## Smrti
- 2. januar - Henrik I., baron Mecklenburga (* 1230)
- 19. januar - Al-Hakim I., kairski kalif iz dinastije Abasidov
- 3. marec - Roger-Bernard III., grof Foixa, knez Andorre, trubadur (* 1243)
- 9. april - Konstanca II. Hohenstaufen, sicilska princesa, aragonska kraljica (* 1249)
- 2. maj - Blanka Artoiška, navarska kraljica, grofica Lancaster (* 1248)
- 11. julij -
  - Pierre Flotte, francoski kancler in pravnik
  - Robert II., grof Artoisa (* 1250)
- 18. september - Evdokija Paleologina, trapezuntska cesarica (* 1265)
- 29. oktober - Matej iz Aquasparte, italijanski frančiškanski teolog in filozof (* 1240)
- 26. december - Valdemar Švedski, kralj (* 1239)
- 31. december - Friderik III., vojvoda Zgornje Lorene (* 1238)

Neznan datum
- Cimabue, florentinski slikar, mozaičar (* 1240)
- Gertruda Velika, nemška mistikinja in teologinja (* 1256)
- Hu Sanxing, kitajski zgodovinar (* 1230)
- Kejkubad III., seldžuški sultan (* 1239)
- Muhamad II. al-Fakih, granadski emir (* 1235)
- Oton IV., burgundski grof (* 1248)
- Vislav II., knez Rügena (* 1240)